# Veli Paloheimo
Veli Paloheimo, né le 13 décembre 1967 à Tampere, est un joueur finlandais de tennis, professionnel de 1987 à 1993.
Il a remporté trois tournois Challenger en simple, à Helsinki en 1988, et à Brest et Cherbourg en 1989. En double, il s'est imposé à Hanko en 1987 et Rumikon en 1988.

## Carrière
Il gagne plus de 600 places au cours de la saison 1988, grâce à de bons résultats en tournois Challenger. Début 1989, il atteint la demi-finale du tournoi d'Adélaïde.
Il a obtenu son meilleur classement, une 48e place mondiale, en 1990, année durant laquelle il a atteint les huitièmes de finale à l'Open d'Australie après avoir successivement battu Carl-Uwe Steeb (14e mondial), Guy Forget et Javier Sánchez avant de s'incliner contre Mats Wilander. Il est également quart de finaliste à Memphis et Båstad, et demi-finaliste à Bâle avec un succès sur Andrei Chesnokov, 12e mondial.
En 1991, il signe sa meilleure performance en éliminant Goran Ivanišević, n°7 à l'ATP lors du tournoi de Barcelone où il accède aux quarts de finale. Il écarte également Thomas Muster, (16e à Monte-Carlo. Il a atteint les demi-finales de l'Open de Manchester où il fut battu par l'américain Pete Sampras. Plus tard, il a abandonné le tennis et a cessé de participer aux tournois ATP pour devenir Témoin de Jéhovah le 2 juillet 1994.

## Parcours dans les tournois duGrand Chelem

### En simple
| Année | Open d'Australie | Open d'Australie | Internationaux de France | Internationaux de France | Wimbledon       | Wimbledon    | US Open         | US Open    |
| ----- | ---------------- | ---------------- | ------------------------ | ------------------------ | --------------- | ------------ | --------------- | ---------- |
| 1989  | 2e tour (1/32)   | L. Lavalle       | 1er tour (1/64)          | J. Courier               | 1er tour (1/64) | M. Kratzmann | —               | —          |
| 1990  | 1/8 de finale    | M. Wilander      | 1er tour (1/64)          | P. Korda                 | 1er tour (1/64) | U. Riglewski | 2e tour (1/32)  | L. Mattar  |
| 1991  | —                | —                | 2e tour (1/32)           | M. Ondruska              | 1er tour (1/64) | J. Connors   | 1er tour (1/64) | T. Witsken |

N.B. : à droite du résultat se trouve le nom de l'ultime adversaire.

### En double
| Année | Open d'Australie                                                                 | Open d'Australie | Internationaux de France | Internationaux de France | Wimbledon | Wimbledon | US Open | US Open |
| ----- | -------------------------------------------------------------------------------- | ---------------- | ------------------------ | ------------------------ | --------- | --------- | ------- | ------- |
| 1989  | 1er tour (1/32) F. Viancos \|\| style="text-align:left;" \| M. Fancutt T. Mercer | —                | —                        | —                        | —         | —         | —       |         |

N.B. : le nom du ou de la partenaire se trouve sous le résultat ; le nom des ultimes adversaires se trouve à droite.

## Parcours dans lesMasters 1000
| Année | Indian Wells       | Miami             | Monte-Carlo               | Rome | Hambourg | Canada | Cincinnati | Stuttgart | Paris |
| ----- | ------------------ | ----------------- | ------------------------- | ---- | -------- | ------ | ---------- | --------- | ----- |
| 1991  | 1er tour D. Cahill | 2e tour D. Cahill | 1/8 de finale J. Svensson | —    | —        | —      | —          | —         | —     |
| 1992  | —                  | 1er tour G. Bloom | —                         | —    | —        | —      | —          | —         | —     |

N.B. : sous le résultat se trouve le nom de l’ultime adversaire.